# 책문

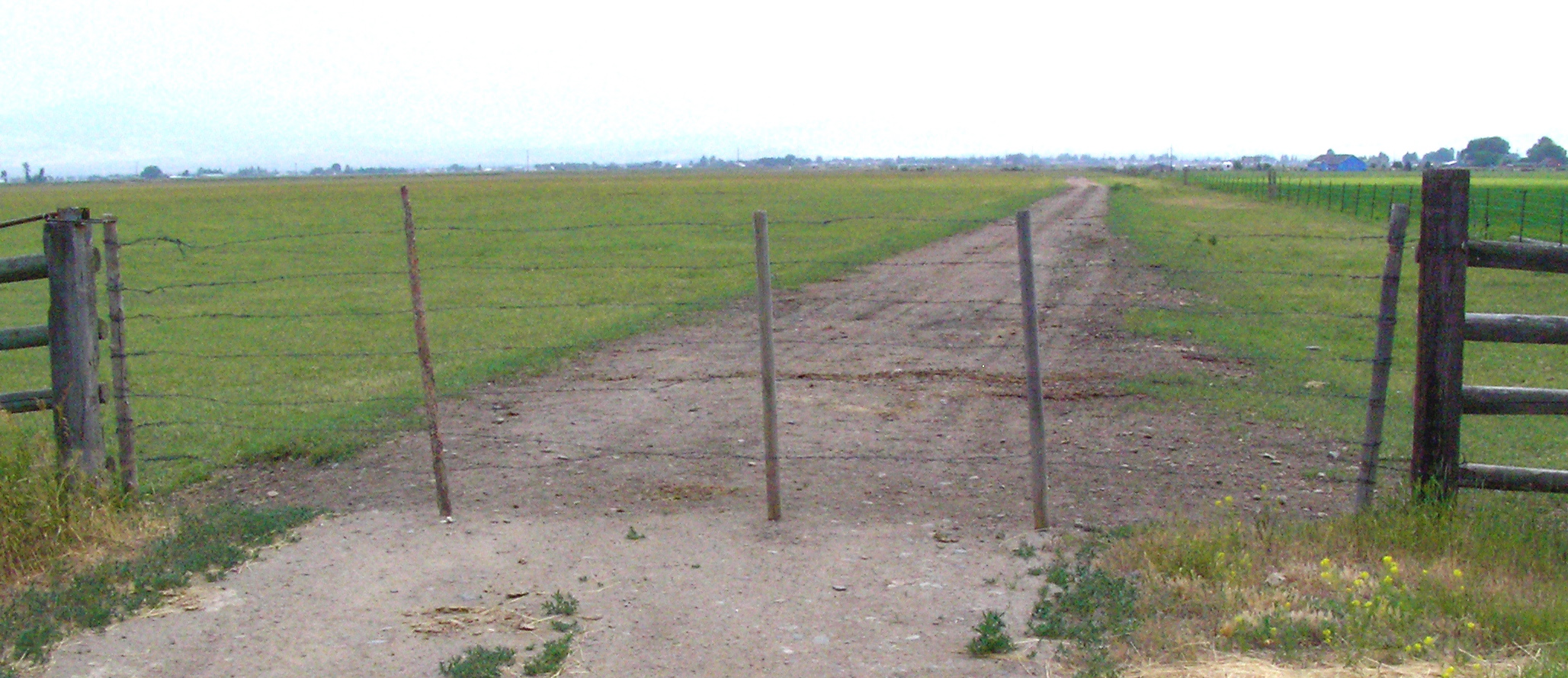
미국 서부의 와이어 게이트

책문(柵門), 햄프셔 게이트(Hampshire gate), 뉴질랜드 게이트(New Zealand gate) 또는 와이어 게이트(wire gate)는 일시적으로 제거할 수 있는 철조망 부분으로 형성된 일종의 농업용 게이트이다. 이 유형의 게이트는 가끔씩만 접근이 필요한 경우 또는 기존의 견고한 게이트 비용을 감당할 수 없는 경우에 사용된다. 견고한 대문의 무게를 지탱하는 데 필요한 무거운 대문 기둥이 필요하지 않으며, 다양한 지형에 적용할 수 있고, 저렴하고 제작이 간단하며, 필요한 경우 기존 대문보다 훨씬 넓게 쉽게 만들 수 있다.

## 구성
햄프셔 게이트는 기존 게이트에 사용되는 것과 유사한 울타리의 게이트웨이를 차지한다. 그러나 단단한 대문 대신 느슨한 철조망의 짧은 부분이 틈새에 맞는다. 이는 철망이나 철조망으로 구성될 수 있으며 일반적으로 인접한 울타리와 일치한다. 와이어의 한쪽 끝은 메인 펜스에 영구적으로 부착되어 있으며 두 개 이상의 짧은 기둥 또는 배트가 와이어를 똑바로 편평하게 유지한다. 이들 중 하나는 느슨한 끝에 있다. "게이트"가 닫히면 이 끝 포스트가 고정 울타리 바닥에 있는 와이어 루프에 끼워지고 상단이 팽팽하게 당겨져 장력이 가해진다. 기둥의 상단은 또 다른 와이어 고리로 고정될 수 있으며, 기둥 주위를 고리로 만들고 못에 걸린 긴 체인으로 추가적인 장력을 제공할 수도 있다. 레버 잠금 게이트는 상단 와이어 루프를 나무 레버로 대체한다. 일반적으로 오버 센터 메커니즘을 통해 훨씬 더 큰 장력을 제공하는 독점 폐쇄 장치도 사용할 수 있다.
사용이 매우 드물다면(예: 응급 상황에서만 사용) 보안을 위해 게이트를 배선으로 닫을 수 있다. 비상 상황에서는 울타리 자체를 자르는 것이 아니라 고정 와이어만 자르면 된다. 햄프셔 게이트가 열리면 동물, 사람 또는 기계와 얽히는 것을 방지하기 위해 인접한 울타리에 대해 뒤로 접혀 있다.